# ثري دي إس ماكس

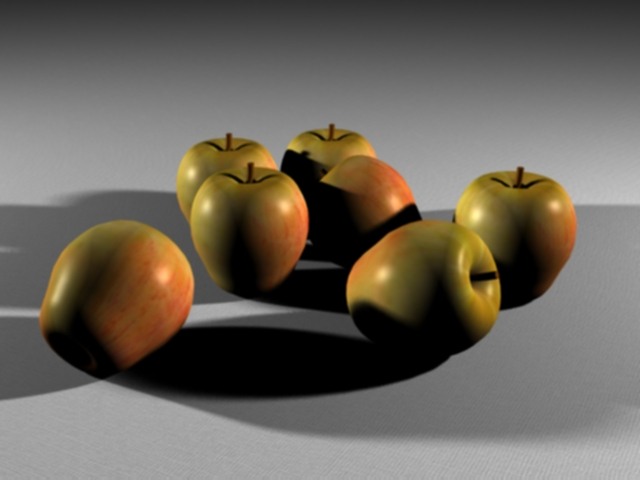
ثمار التفاح، تم تصميمها بالبرنامج

ثري دي إس ماكس (الإنجليزية: 3ds max، سابقاً: 3D Studio Max) هو برنامج نمذجة (تصميم) modeling وتحريك وإخراج للكائنات ثلاثية البعد، من إنتاج شركة أوتوديسك Autodesk، ويستخدم في أعمال عرض التصميمات، للألعاب، للأفلام وللأعمال التلفزيونية.

## تاريخه
تم إنشاء منتج 3D Studio الأصلي لمنصة DOS من قبل Gary Yost و Yost Group ، وتم نشره بواسطة Autodesk. جعل إصدار برنامج 3D Studio من حزمة Autodesk السابقة للعرض ثلاثي الأبعاد AutoShade مهملة. بعد 3D Studio DOS الإصدار 4، تمت إعادة كتابة المنتج الخاص بالنظام الأساسي Windows NT وإعادة تسمية "3D Studio MAX". تم إنشاء هذا الإصدار في الأصل من قبل مجموعة Yost. صدر عن Kinetix ، الذي كان في ذلك الوقت قسم Autodesk من وسائل الإعلام والترفيه.
قام Autodesk بشراء المنتج في تحديث الإصدار الثاني لإصدار 3D Studio MAX والتطوير الداخلي بالكامل خلال الإصدارين التاليين. في وقت لاحق، تم تغيير اسم المنتج إلى "3ds max" (جميع الأحرف الصغيرة) للتوافق بشكل أفضل مع اصطلاحات تسمية Discreet ، وهي شركة برمجيات مقرها مونتريال التي اشترتها Autodesk.
عندما تم إعادة إصداره (الإصدار 7)، تمت تسمية المنتج مرة أخرى بشعار Autodesk ، وتم تغيير الاسم القصير مرة أخرى إلى "3ds Max" (بالاحرف الكبيره والصغيره)، بينما أصبح اسم المنتج الرسمي هو «Autodesk الحالي» 3ds ماكس

### تاريخ الإصدارات
| الإصدار               | اسم المبرمج         | السنه | نظام التشغيل                               | منصة الأجهزة        |
| --------------------- | ------------------- | ----- | ------------------------------------------ | ------------------- |
| 3D Studio Prototype   | THUD                | 1988  | إم إس-دوس                                  | 16-bit إكس 86       |
| 3D Studio             | THUD                | 1990  | إم إس-دوس                                  | 16-bit إكس 86       |
| 3D Studio 2           |                     | 1992  | إم إس-دوس                                  | 16-bit إكس 86       |
| 3D Studio 3           |                     | 1993  | إم إس-دوس                                  | 16-bit إكس 86       |
| 3D Studio 4           |                     | 1994  | إم إس-دوس                                  | 16-bit إكس 86       |
| 3D Studio MAX 1.0     | Jaguar              | 1996  | ويندوز إن تي 3.51، ويندوز إن تي 4.0        | أي إيه-32           |
| 3D Studio MAX R2      | Athena              | 1997  | ويندوز 95 , ويندوز إن تي 4.0               | أي إيه-32           |
| 3D Studio MAX R3      | Shiva               | 1999  | ويندوز 95 , ويندوز إن تي 4.0               | أي إيه-32           |
| Discreet 3dsmax 4     | Magma               | 2000  | ويندوز 98، ويندوز ميلينيوم، ويندوز 2000    | أي إيه-32           |
| Discreet 3dsmax 5     | Luna                | 2002  | ويندوز 2000 , ويندوز إكس بي                | أي إيه-32           |
| Discreet 3dsmax 6     | Granite             | 2003  | ويندوز 2000 , ويندوز إكس بي                | أي إيه-32           |
| Discreet 3dsmax 7     | Catalyst            | 2004  | ويندوز 2000 , ويندوز إكس بي                | أي إيه-32           |
| Autodesk 3ds Max 8    | Vesper              | 2005  | ويندوز 2000 , ويندوز إكس بي                | أي إيه-32           |
| Autodesk 3ds Max 9    | Makalu              | 2006  | ويندوز 2000 , ويندوز إكس بي                | أي إيه-32 وإكس86-64 |
| Autodesk 3ds Max 2008 | Gouda               | 2007  | ويندوز إكس بي، ويندوز فيستا                | أي إيه-32 وإكس86-64 |
| Autodesk 3ds Max 2009 | Johnson             | 2008  | ويندوز إكس بي، ويندوز فيستا                | أي إيه-32 وإكس86-64 |
| Autodesk 3ds Max 2010 | Renoir              | 2009  | ويندوز إكس بي، ويندوز فيستا                | أي إيه-32 وإكس86-64 |
| Autodesk 3ds Max 2011 | Zelda               | 2010  | ويندوز إكس بي، ويندوز فيستا، ويندوز 7      | أي إيه-32 وإكس86-64 |
| Autodesk 3ds Max 2012 | Excalibur / Rampage | 2011  | ويندوز إكس بي، ويندوز فيستا، ويندوز 7      | أي إيه-32 وإكس86-64 |
| Autodesk 3ds Max 2013 | SimCity             | 2012  | ويندوز إكس بي، ويندوز 7                    | أي إيه-32 وإكس86-64 |
| Autodesk 3ds Max 2014 | Tekken              | 2013  | ويندوز 7                                   | إكس86-64            |
| Autodesk 3ds Max 2015 | Elwood              | 2014  | ويندوز 7 , ويندوز 8                        | إكس86-64            |
| Autodesk 3ds Max 2016 | Phoenix             | 2015  | ويندوز 7، ويندوز 8 , ويندوز 8.1            | إكس86-64            |
| Autodesk 3ds Max 2017 | Kirin               | 2016  | ويندوز 7، ويندوز 8، ويندوز 8.1 , ويندوز 10 | إكس86-64            |
| Autodesk 3ds Max 2018 | Imoogi              | 2017  | ويندوز 7، ويندوز 8، ويندوز 8.1 , ويندوز 10 | إكس86-64            |
| Autodesk 3ds Max 2019 |                     | 2018  | ويندوز 7، ويندوز 8، ويندوز 8.1 , ويندوز 10 | إكس86-64            |

## الجديد في إصداره 2014
الكثير من التحسينات تمت إضافتها إلى هذه الإصدارة؛ نذكر أبرزها:
- تحسينات منافذ الرؤية: إذا كان حاسوبك يتمتع بعتاد قوي، فإنه يمكنك الآن معاينة الإضاءة المحيطية والظلال الحادة والناعمة من خلال منافذ الرؤية مباشرة، بالإضافة إلى تحسين قوائم المنافذ وإضافة عجلات التحكم المتنوعة ومكعب الرؤية، وكلها تهدف إلى سهولة الاستخدام وتوفير الجهد والوقت.
- تحسين المظهر: تم تحديث واجهة البرنامج بما فيها شريط العنوان، الذي أصبح يضم: زر التطبيق، شريط الوصول السريع ومركز المعلومات.[6] كما تمت إعادة تصميم الكثير من الأزرار للمزيد من الوضوح.
- أدوات الغرافيت (أو شريط النمذجة) التي تمثل نموذجاً جديداً لعمليات تحرير الكائنات الشبكية أو المضلعة، يتميز هذا الشريط بقابلية التخصيص، ومحتوياته تظهر بحسب ما تقوم بتحريره حالياً، كما أن الأوامر قد قسمت إلى مجموعات بحسب طبيعتها (كما في أوفيس 2007) ويضم الشريط أدوات جديدة أيضاً. الشريط قابل للتصغير لتوفير مساحة على الشاشة.
- أداة ومعدِّل (برو.أُبتُمايزر) الذي يوفر طريقة مريحة لضبط عدد رؤوس وأوجه المضلع، يمكن ضبط عدة مشاهد معاً.
- أداة (برو.بوليان) التي تقدم عمليتين جديدتين هما «اللصق» و«الإدراج».
- مربع أدوات التحويل الذي يضم أدوات ووظائف لتدوير وتحجيم وتحريك وضبط موقع الكائن أو أيّ من محاوره بصورة سهلة.

## الكائنات التي يمكن إنشاؤها في البرنامج
- الكائنات الهندسية (ثلاثية البعد) مثل الكائنات الأساسية كالمكعب والكرة والهرم، أو الكائنات المتقدمة كالكائنات المنطقية (البوليانية) وأنظمة الجزيئات وغيرها.
- الأشكـال (ثنائية البعد) وهي عبارة خطوط أو منحنيات مثل المستطيل أو الدائرة، وتكون هذه الأشكال في الفضاء الثنائي البعد، أو ثلاثي البعد مثل شكل اللولب.
- الإضـاءة وهناك أنواع متعددة بما يشابه ما هو موجود في العالم الواقعي، تزيد الإضاءة من واقعية المشهد أو التصميم.
- الكـاميرات كائن الكاميرا يقدم رؤية للمشهد، ما يميز الكاميرا عن منافذ الرؤية هو أن لها خصائص الكاميرات الحقيقية، بالإضافة إلى إمكانية تسجيل حركتها مثل أي كائن آخر.
- المُسـاعِدات وهي كائنات تساعد في تركيب وترابط المشهد، تساعدك مثلاً في التحكم في مكان وقياس وتحريك الكائنات المكونة للمشهد.
- المؤثرات المحيطية التي تُحدِث تأثيرات معينة على الفضاء المحيط بالكائنات الأخرى، بعض هذه المؤثرات أعدت خصيصاً للعمل من كائنات أنظمة الجزيئات. من أمثلتها: مؤثر الرياح، مؤثر المحرك، مؤثر الجاذبية.
- الأنظمـة تجمع كائنات ومتحكمات لتكوين كائن مرتبط به سلوك معين. من أمثلتها نظام ضوء الشمس، الذي يحاكي تأثير ضوء شمس النهار على كائنات المشهد.س

## مزايا ومكونات إضافية
يتميز بتوفر كبير من المقابس له Plug-ins، وثري دي ماكس هو أكثر برنامج لديه مقابس للتظهير Rendering أهمها V-Ray, Brazil, Maxwell. يعد من أقوي برامج التصميم الثلاثي الأبعاد ويتكون من عدة أجزاء وهي
- المواد Materials: يتم إسنادها للعناصر في المشهد لإعطائها الشكل المطلوب فهي تعطي الخواص الفيزيائية للأجسام فمثلاً تستطيع تحديد خواص المجسم الذي تريد كتحديد قيمة الانعكاس والانكسار والنتوء والبروز وأيضاً التوزيع اللوني المنطبق على الشكل الهندسي.
- التعديل الشبكي Mesh editing: بإمكان المستخدم تعديل أي شكل هندسي مبدئي، مثل: المكعب ومتوازي المستطيلات والإسطوانة، وتحويله إلي طبيعة جيومترية Geometeric ذات أشكال أكثر تعقيداً ويشتهر الماكس في تصميم المجسمات قليلة التعقيد الأوجه Low poly للفيديو جيمز والتي باتت في اظمحلال اثر تطور تكنولجيا الألعاب إلى استخدام مضلعات أكثر مع دعم خرائط Normal Bump التي احدثت ثورة في الصناعة.
- البيئة والمؤثرات Environment&Effects: هنا يستطيع المستخدم عمل post processing أو معاجلة بعد الرندر حيث يمكن تطبق طبقة أخرى فوق المشهد الحقيقي (3d) تلقائياً وفق حسابات دقيقة لتحاكي مؤثرات عديدة كتأثير اشعة الشمس أو أي شيء مشع ويمكن تطبيق اعزل blur والتلاعب بالقيم وربطها بقنوات المواد يجعل المستخدم يتحكم في الكثير من الخصائص ويخرج بنتيجة فنية أكبر.
- منزلقة الحركة Animation Slider: ومنها وبعد انهاء المشروع من الناحية الهندسية يتم تحريك الشكل ثم تقوم القدم المتحركة بحفظ الحركة لتكون للمستخدم تتابعاً فلمياً يخرج فيما بعد على شكل فيديو مضغوط (في هذا الجزء يستوجب تحديد الفترة الزمنية أولا بزحلقة القدم الزمنية لأن أي حركة لها حاملها وهو الزمن وزمن الأنطلاق) كم يحدث في برامج الأنيميشن مثل Flash

وأيضاً لها القدرة على عمل animating لبعض المغيرات أو التأثيرات مثل الشفافية أو تحريك الخرائط map animating أيضاً عمل انقال في النسب مثل bump,displacment، normal mapping، specular maps وغيرها
- الإظهار Rendering: وبهذه العملية يتم إظهار المشهد بشكله النهائي، بعد حساب الظلال والانعكاسات والانكسارات والمؤثرات وغيرها، بالإضافة إلى تنعيم حواف العناصر وكل مايلزم لإظهار الصورة بالجودة المطلوبة، وأيضاً تخضع لقياسات مبنية على اسس معينة لتناسب دقة السينما أو دقة افلام الHd والـSd من حيث الدقة resolution.

أيضاً الماكس يخضع لتقنية مشابه للمايا وهي render elements حيث تخضع لتقسيم المشهد على شكل passes لكي يقوم الفنان بتعديل الصورة واللعب بالقيم دون الحاجة إلى إعادة عمل عملية الرندر والتي تقوم باستهلاك الكثير من الوقت بالنسبة للأجهزة العادية

## وصلات خارجية
- الموقع الرسمي